# Copa América 2004/Spiele
Dieser Artikel umfasst die Spiele der Copa América 2004 mit allen statistischen Details. Alle Spiele fanden zur Ortszeit UTC−5 statt, was der Mitteleuropäischen Sommerzeit plus 7 Stunden entspricht.

## Gruppe A
| Pl. | Land      | Sp. | S | U | N | Tore    | Diff. | Punkte |
| --- | --------- | --- | - | - | - | ------- | ----- | ------ |
| 1.  | Kolumbien | 3   | 2 | 1 | 0 | 004:200 | +2    | 07     |
| 2.  | Peru      | 3   | 1 | 2 | 0 | 007:500 | +2    | 05     |
| 3.  | Bolivien  | 3   | 0 | 2 | 1 | 003:400 | −1    | 02     |
| 4.  | Venezuela | 3   | 0 | 1 | 2 | 002:500 | −3    | 01     |

### Kolumbien – Venezuela 1:0 (1:0)
| Kolumbien                                              | Kolumbien | Venezuela | Venezuela |
| ------------------------------------------------------ | --- | --- | --------- |
| Kolumbien                                              | \| 6. Juli 2004 um 17:30 Uhr in Lima (Estadio Nacional) \| \| Zuschauer: 45.000 \| \| Schiedsrichter: Márcio Rezende de Freitas ( Brasilien) \| | \| 6. Juli 2004 um 17:30 Uhr in Lima (Estadio Nacional) \| \| Zuschauer: 45.000 \| \| Schiedsrichter: Márcio Rezende de Freitas ( Brasilien) \| | Venezuela |
| Kolumbien                                              | Juan Henao – Andrés González, Andrés Orozco, Oscar Diaz, David Ferreira (88. Neider Morantes) – Jairo Patiño, Abel Aguilar (76. Jaime Castrillón), Gustavo Victoria, Gonzalo Martínez – Malher Moreno (70. Jhon Viáfara), Sergio Herrera Cheftrainer: Reinaldo Rueda | Gilberto Angelucci – Luis Vallenilla (70. Héctor González), José Manuel Rey , Jonay Hernandez (64. Jorge Rojas), Alejandro Cicero – Miguel Mea Vitali, Ricardo Páez, Leopoldo Jiménez, Juan Arango – Alexander Rondón (59. Massimo Margiotta), Ruberth Morán Cheftrainer: Richard Páez | Venezuela |
| Kolumbien                                              | 1:0 Malher Moreno (21.) | | Venezuela |
| Kolumbien                                              | Jairo Patiño (23.), Gonzalo Martínez (32.), Juan Henao (85.), Jaime Castrillón (87.) | Ruberth Morán (41.), Alejandro Cicero (65.), Jorge Rojas (75.) | Venezuela |
| 6. Juli 2004 um 17:30 Uhr in Lima (Estadio Nacional)   | | |           |
| Zuschauer: 45.000                                      | | |           |
| Schiedsrichter: Márcio Rezende de Freitas ( Brasilien) | | |           |

### Peru – Bolivien 2:2 (0:1)
| Peru                                                 | Peru | Bolivien | Bolivien |
| ---------------------------------------------------- | --- | --- | -------- |
| Peru                                                 | \| 6. Juli 2004 um 19:45 Uhr in Lima (Estadio Nacional) \| \| Zuschauer: 45.000 \| \| Schiedsrichter: Héctor Baldassi ( Argentinien) \| | \| 6. Juli 2004 um 19:45 Uhr in Lima (Estadio Nacional) \| \| Zuschauer: 45.000 \| \| Schiedsrichter: Héctor Baldassi ( Argentinien) \| | Bolivien |
| Peru                                                 | Oscar Ibáñez – Santiago Acasiete, Walter Vílchez, Miguel Rebosio, Jorge Soto – Nolberto Solano (60. Roberto Palacios), Juan Jayo, Carlos Zegarra (78. Aldo Olcese), Flávio Maestri (60. Andres Mendoza) – Claudio Pizarro , Jefferson Farfán Cheftrainer: Paulo Autuori ( Brasilien) | Leonardo Fernández – Sergio Jáuregui, Lorgio Álvarez, Ronald Raldes, Ronald Arana – Luis Cristaldo , Rubén Tufiño, Limbert Pizarro (85. Juan Arce), Miguel Mercado (72. Richard Rojas) – Limberg Gutiérrez (62. Gonzalo Galindo), Joaquín Botero Cheftrainer: Ramiro Blacut | Bolivien |
| Peru                                                 | 1:2 Claudio Pizarro (67., Elfm.) 2:2 Roberto Palacios (86.) | 0:1 Joaquín Botero (35.) 0:2 Lorgio Álvarez (57.) | Bolivien |
| Peru                                                 | Carlos Zegarra (39.) | Leonardo Fernández (75.), Joaquín Botero (84.) | Bolivien |
| 6. Juli 2004 um 19:45 Uhr in Lima (Estadio Nacional) | | |          |
| Zuschauer: 45.000                                    | | |          |
| Schiedsrichter: Héctor Baldassi ( Argentinien)       | | |          |

### Kolumbien – Bolivien 1:0 (0:0)
| Kolumbien                                            | Kolumbien | Bolivien | Bolivien |
| ---------------------------------------------------- | --- | --- | -------- |
| Kolumbien                                            | \| 9. Juli 2004 um 17:30 Uhr in Lima (Estadio Nacional) \| \| Zuschauer: 35.000 \| \| Schiedsrichter: Pedro Ramos ( Ecuador) \| | \| 9. Juli 2004 um 17:30 Uhr in Lima (Estadio Nacional) \| \| Zuschauer: 35.000 \| \| Schiedsrichter: Pedro Ramos ( Ecuador) \| | Bolivien |
| Kolumbien                                            | Juan Henao – Andrés Orozco, Arley Dinas, Oscar Diaz, David Ferreira (79. Edixon Perea) – Jairo Patiño, Abel Aguilar (84. Jhon Viáfara), Gustavo Victoria, Gonzalo Martínez – Malher Moreno (71. Elkin Murillo), Sergio Herrera Cheftrainer: Reinaldo Rueda | Leonardo Fernández – Sergio Jáuregui, Lorgio Álvarez, Ronald Raldes, Ronald Arana – Luis Cristaldo (34. Wálter Flores), Rubén Tufiño, Limbert Pizarro, Miguel Mercado (65. Roger Suárez) – Limberg Gutiérrez, Joaquín Botero Cheftrainer: Ramiro Blacut | Bolivien |
| Kolumbien                                            | 1:0 Edixon Perea (90.) | | Bolivien |
| Kolumbien                                            | Arley Dinas (23.) | Rubén Tufiño (20.), Ronald Raldes (34.), Wálter Flores (67.) | Bolivien |
| 9. Juli 2004 um 17:30 Uhr in Lima (Estadio Nacional) | | |          |
| Zuschauer: 35.000                                    | | |          |
| Schiedsrichter: Pedro Ramos ( Ecuador)               | | |          |

### Peru – Venezuela 3:1 (1:0)
| Peru                                                 | Peru | Venezuela | Venezuela |
| ---------------------------------------------------- | --- | --- | --------- |
| Peru                                                 | \| 9. Juli 2004 um 19:45 Uhr in Lima (Estadio Nacional) \| \| Zuschauer: 43.000 \| \| Schiedsrichter: Rubén Selman ( Chile) \| | \| 9. Juli 2004 um 19:45 Uhr in Lima (Estadio Nacional) \| \| Zuschauer: 43.000 \| \| Schiedsrichter: Rubén Selman ( Chile) \| | Venezuela |
| Peru                                                 | Oscar Ibáñez – Santiago Acasiete, Walter Vílchez, Guillermo Salas, Miguel Ribosio – Nolberto Solano (79. Jorge Soto), Juan Jayo, Roberto Palacios (84. Marko Ciurlizza), Claudio Pizarro – Andres Mendoza, Jefferson Farfán Cheftrainer: Paulo Autuori ( Brasilien) | Gilberto Angelucci – Luis Vallenilla, José Manuel Rey , Jonay Hernandez, Alejandro Cicero – Jorge Rojas (46. Ruberth Morán), Miguel Mea Vitali, Ricardo Páez (65. Héctor González), Leopoldo Jiménez – Juan Arango, Alexander Rondón (58. Massimo Margiotta) Cheftrainer: Richard Páez | Venezuela |
| Peru                                                 | 1:0 Jefferson Fárfan (34.) 2:0 Nolberto Solano (62.) 3:0 Santiago Acasiete (72.) | 3:1 Massimo Margiotta (74.) | Venezuela |
| Peru                                                 | Jefferson Fárfan (34.), Roberto Palacios (35.), Claudio Pizarro (81.) | Jorge Rojas (38.), Ricardo Páez (46.), Miguel Mea Vitali (59.), Luis Vallenilla (63.), Jonay Hernandez (70.) | Venezuela |
| Peru                                                 | Claudio Pizarro (87.) | Miguel Mea Vitali (76.) | Venezuela |
| 9. Juli 2004 um 19:45 Uhr in Lima (Estadio Nacional) | | |           |
| Zuschauer: 43.000                                    | | |           |
| Schiedsrichter: Rubén Selman ( Chile)                | | |           |

### Venezuela – Bolivien 1:1 (1:1)
| Venezuela                                             | Venezuela | Bolivien | Bolivien |
| ----------------------------------------------------- | --- | --- | -------- |
| Venezuela                                             | \| 12. Juli 2004 um 17:30 Uhr in Lima (Estadio Nacional) \| \| Zuschauer: 25.000 \| \| Schiedsrichter: William Mattus ( Costa Rica) \| | \| 12. Juli 2004 um 17:30 Uhr in Lima (Estadio Nacional) \| \| Zuschauer: 25.000 \| \| Schiedsrichter: William Mattus ( Costa Rica) \| | Bolivien |
| Venezuela                                             | Gilberto Angelucci – Luis Vallenilla, José Manuel Rey , Jonay Hernandez, Alejandro Cicero – Ricardo Páez, Leopoldo Jiménez, Juan Arango, Andreé González (75. Leonel Vielma) – Ruberth Morán (60. Alexander Rondón), Massimo Margiotta (63. Héctor González) Cheftrainer: Richard Páez | Leonardo Fernández – Sergio Jáuregui, Lorgio Álvarez, Ronald Raldes, Ronald Arana – Limbert Pizarro (22. Rubén Tufiño), Gonzalo Galindo, Miguel Mercado (60. Juan Arce), Limberg Gutiérrez – Roger Suárez (69. Wálter Flores), Joaquín Botero Cheftrainer: Ramiro Blacut | Bolivien |
| Venezuela                                             | 1:0 Ruberth Morán (28.) | 1:1 Gonzalo Galindo (33.) | Bolivien |
| Venezuela                                             | Andreé González (52.), Alexander Rondón (84.) | Miguel Mercado (58.) | Bolivien |
| 12. Juli 2004 um 17:30 Uhr in Lima (Estadio Nacional) | | |          |
| Zuschauer: 25.000                                     | | |          |
| Schiedsrichter: William Mattus ( Costa Rica)          | | |          |

### Peru – Kolumbien 2:2 (0:1)
| Peru                                                      | Peru | Kolumbien | Kolumbien |
| --------------------------------------------------------- | --- | --- | --------- |
| Peru                                                      | \| 12. Juli 2004 um 19:45 Uhr in Trujillo (Estadio Mansiche) \| \| Zuschauer: 25.000 \| \| Schiedsrichter: Marco Antonio Rodríguez ( Mexiko) \| | \| 12. Juli 2004 um 19:45 Uhr in Trujillo (Estadio Mansiche) \| \| Zuschauer: 25.000 \| \| Schiedsrichter: Marco Antonio Rodríguez ( Mexiko) \| | Kolumbien |
| Peru                                                      | Oscar Ibáñez – Santiago Acasiete, Walter Vílchez, Guillermo Salas, Miguel Rebosio (13. Jorge Soto) – Nolberto Solano (89. Marko Ciurlizza), Juan Jayo, Roberto Palacios, Flávio Maestri (75. Pedro García) – Andres Mendoza, Jefferson Farfán Cheftrainer: Paulo Autuori ( Brasilien) | Juan Henao – Andrés Orozco, Arley Dinas (43. Andrés González), Oscar Diaz, Neider Morantes (80. David Ferreira) – Jhon Viáfara, Abel Aguilar, Gustavo Victoria, Gonzalo Martínez – Elkin Murillo, Edwin Congo (71. Edixon Perea) Cheftrainer: Reinaldo Rueda | Kolumbien |
| Peru                                                      | 1:2 Nolberto Solano (58.) 2:2 Flávio Maestri (61.) | 0:1 Edwin Congo (34.) 0:2 Abel Aguilar (53.) | Kolumbien |
| Peru                                                      | Juan Jayo (42.), Flávio Maestri (42.), Jefferson Fárfan (60.) | Arley Dinas (36.), Andrés González (44.), Oscar Diaz (57.), Gonzalo Martínez (72.), David Ferreira (86.) | Kolumbien |
| 12. Juli 2004 um 19:45 Uhr in Trujillo (Estadio Mansiche) | | |           |
| Zuschauer: 25.000                                         | | |           |
| Schiedsrichter: Marco Antonio Rodríguez ( Mexiko)         | | |           |

## Gruppe B
| Pl. | Land        | Sp. | S | U | N | Tore    | Diff. | Punkte |
| --- | ----------- | --- | - | - | - | ------- | ----- | ------ |
| 1.  | Mexiko      | 3   | 2 | 1 | 0 | 005:300 | +2    | 07     |
| 2.  | Argentinien | 3   | 2 | 0 | 1 | 010:400 | +6    | 06     |
| 3.  | Uruguay     | 3   | 1 | 1 | 1 | 006:700 | −1    | 04     |
| 4.  | Ecuador     | 3   | 0 | 0 | 3 | 003:100 | −7    | 0      |

### Uruguay – Mexiko 2:2 (1:1)
| Uruguay                                                       | Uruguay | Mexiko | Mexiko |
| ------------------------------------------------------------- | --- | --- | ------ |
| Uruguay                                                       | \| 7. Juli 2004 um 17:30 Uhr in Chiclayo (Estadio Elías Aguirre) \| \| Zuschauer: 25.000 \| \| Schiedsrichter: Gilberto Hidalgo ( Peru) \| | \| 7. Juli 2004 um 17:30 Uhr in Chiclayo (Estadio Elías Aguirre) \| \| Zuschauer: 25.000 \| \| Schiedsrichter: Gilberto Hidalgo ( Peru) \| | Mexiko |
| Uruguay                                                       | Luis Barbat – Joe Bizera, Paolo Montero , Darío Rodríguez – Gustavo Varela, Marcelo Sosa, Omar Pouso (87. Vicente Sánchez), Cristian Rodríguez – Diego Forlán (74. Martín Parodi) – Darío Silva (78. Richard Morales), Carlos Bueno Cheftrainer: Jorge Fossati | Oswaldo Sánchez – Rafael Márquez – Salvador Carmona, Duilio Davino, Ricardo Osorio, David Oteo (83. Héctor Altamirano) – Octavio Valdez, Pável Pardo, Jaime Lozano – Jared Borgetti (67. Adolfo Bautista Herrera), Francisco Palencia (67. Jesús Arellano) Cheftrainer: Ricardo La Volpe ( Argentinien) | Mexiko |
| Uruguay                                                       | 1:0 Carlos Bueno (42.) 2:2 Paolo Montero (87.) | 1:1 Ricardo Osorio (45.) 1:2 Pável Pardo (68.) | Mexiko |
| Uruguay                                                       | Gustavo Varela (22.), Darío Silva (32.), Martín Parodi (75.) | Rafael Márquez (27.), Ricardo Osorio (71.) | Mexiko |
| Uruguay                                                       | Richard Morales (81.) | | Mexiko |
| 7. Juli 2004 um 17:30 Uhr in Chiclayo (Estadio Elías Aguirre) | | |        |
| Zuschauer: 25.000                                             | | |        |
| Schiedsrichter: Gilberto Hidalgo ( Peru)                      | | |        |

### Argentinien – Ecuador 6:1 (1:0)
| Argentinien                                                   | Argentinien | Ecuador | Ecuador |
| ------------------------------------------------------------- | --- | --- | ------- |
| Argentinien                                                   | \| 7. Juli 2004 um 19:45 Uhr in Chiclayo (Estadio Elías Aguirre) \| \| Zuschauer: 24.000 \| \| Schiedsrichter: Carlos Amarilla ( Paraguay) \| | \| 7. Juli 2004 um 19:45 Uhr in Chiclayo (Estadio Elías Aguirre) \| \| Zuschauer: 24.000 \| \| Schiedsrichter: Carlos Amarilla ( Paraguay) \| | Ecuador |
| Argentinien                                                   | Roberto Abbondanzieri – Javier Zanetti, Roberto Ayala , Gabriel Heinze, Juan Pablo Sorín – Javier Mascherano – Lucho González, Andrés D’Alessandro, Kily González (87. Clemente Rodríguez) – Javier Saviola (83. Carlos Tévez), César Delgado (70. Mauro Rosales) Cheftrainer: Marcelo Bielsa | Oswaldo Ibarra – Neicer Reasco, Iván Hurtado , Giovanny Espinoza, Paul Ambrossi – Ulises de la Cruz (54. Edison Méndez), Marlon Ayoví, Edwin Tenorio (30. Franklin Salas), Cléber Chalá – Alfonso Obregón – Ebelio Ordóñez (46. Agustín Delgado) Cheftrainer: Hernán Darío Gómez ( Kolumbien) | Ecuador |
| Argentinien                                                   | 1:0 Kily González (5., Elfm.) 2:1 Javier Saviola (64.) 3:1 Javier Saviola (74.) 4:1 Javier Saviola (79.) 5:1 Andrés D’Alessandro (84.) 6:1 Lucho González (90.) | 1:1 Agustín Delgado (62.) | Ecuador |
| Argentinien                                                   | Edizon Mendez (78.) | | Ecuador |
| 7. Juli 2004 um 19:45 Uhr in Chiclayo (Estadio Elías Aguirre) | | |         |
| Zuschauer: 24.000                                             | | |         |
| Schiedsrichter: Carlos Amarilla ( Paraguay)                   | | |         |

### Uruguay – Ecuador 2:1 (0:0)
| Uruguay                                                        | Uruguay | Ecuador | Ecuador |
| -------------------------------------------------------------- | --- | --- | ------- |
| Uruguay                                                        | \| 10. Juli 2004 um 17:30 Uhr in Chiclayo (Estadio Elías Aguirre) \| \| Zuschauer: 25.000 \| \| Schiedsrichter: Gustavo Brand ( Venezuela) \| | \| 10. Juli 2004 um 17:30 Uhr in Chiclayo (Estadio Elías Aguirre) \| \| Zuschauer: 25.000 \| \| Schiedsrichter: Gustavo Brand ( Venezuela) \| | Ecuador |
| Uruguay                                                        | Luis Barbat – Joe Bizera, Paolo Montero (60. Alejandro Lago), Darío Rodríguez – Gustavo Varela, Marcelo Sosa, Omar Pouso, Cristian Rodríguez (55. Vicente Sánchez) – Diego Forlán (68. Diego Pérez) – Darío Silva, Carlos Bueno Cheftrainer: Jorge Fossati | Oswaldo Ibarra – Ulises de la Cruz, Iván Hurtado, Giovanny Espinoza, Neicer Reasco – Álex Aguinaga , Edwin Tenorio (64. Franklin Salas) – Edison Méndez (83. Ebelio Ordóñez), Alfonso Obregón, Cléber Chalá – Agustín Delgado Cheftrainer: Hernán Darío Gómez ( Kolumbien) | Ecuador |
| Uruguay                                                        | 1:0 Diego Forlán (61.) 2:1 Carlos Bueno (78.) | 1:1 Franklin Salas (72.) | Ecuador |
| Uruguay                                                        | Paolo Montero (6.) | Giovanny Espinoza (49.), Neicer Reasco (64.), Cléber Chalá (76.) | Ecuador |
| 10. Juli 2004 um 17:30 Uhr in Chiclayo (Estadio Elías Aguirre) | | |         |
| Zuschauer: 25.000                                              | | |         |
| Schiedsrichter: Gustavo Brand ( Venezuela)                     | | |         |

### Argentinien – Mexiko 0:1 (0:1)
| Argentinien                                                    | Argentinien | Mexiko | Mexiko |
| -------------------------------------------------------------- | --- | --- | ------ |
| Argentinien                                                    | \| 10. Juli 2004 um 19:45 Uhr in Chiclayo (Estadio Elías Aguirre) \| \| Zuschauer: 25.000 \| \| Schiedsrichter: Márcio Rezende de Freitas ( Brasilien) \| | \| 10. Juli 2004 um 19:45 Uhr in Chiclayo (Estadio Elías Aguirre) \| \| Zuschauer: 25.000 \| \| Schiedsrichter: Márcio Rezende de Freitas ( Brasilien) \| | Mexiko |
| Argentinien                                                    | Roberto Abbondanzieri – Javier Zanetti, Roberto Ayala , Gabriel Heinze, Juan Pablo Sorín – Javier Mascherano – Lucho González (66. Carlos Tévez), Andrés D’Alessandro, Kily González – Javier Saviola, César Delgado (66. Mauro Rosales) Cheftrainer: Marcelo Bielsa | Oswaldo Sánchez – Rafael Márquez – Salvador Carmona, Duilio Davino, Ricardo Osorio, Omar Briceño (75. Octavio Valdez) – Jesús Arellano, Pável Pardo, Gerardo Torrado, Ramón Morales (64. Daniel Osorno) – Jared Borgetti (64. Héctor Altamirano) Cheftrainer: Ricardo La Volpe ( Argentinien) | Mexiko |
| Argentinien                                                    | 0:1 Ramón Morales (9.) | | Mexiko |
| Argentinien                                                    | Gabriel Heinze (32.), Javier Zanetti (45.), Javier Mascherano (68.), Andrés D’Alessandro (78.) | Jared Borgetti (22.), Gerardo Torrado (65.), Héctor Altamirano (68.), Salvador Carmona (78.), Pável Pardo (88.) | Mexiko |
| 10. Juli 2004 um 19:45 Uhr in Chiclayo (Estadio Elías Aguirre) | | |        |
| Zuschauer: 25.000                                              | | |        |
| Schiedsrichter: Márcio Rezende de Freitas ( Brasilien)         | | |        |

### Mexiko – Ecuador 2:1 (2:0)
| Mexiko                                                    | Mexiko | Ecuador | Ecuador |
| --------------------------------------------------------- | --- | --- | ------- |
| Mexiko                                                    | \| 13. Juli 2004 um 17:30 Uhr in Piura (Estadio Miguel Grau) \| \| Zuschauer: 22.000 \| \| Schiedsrichter: Eduardo Lecca ( Peru) \| | \| 13. Juli 2004 um 17:30 Uhr in Piura (Estadio Miguel Grau) \| \| Zuschauer: 22.000 \| \| Schiedsrichter: Eduardo Lecca ( Peru) \| | Ecuador |
| Mexiko                                                    | Oswaldo Sánchez – Claudio Suárez, Duilio Davino, Héctor Altamirano, Omar Briceño – Jesús Arellano (74. Daniel Osorno), Gerardo Torrado, Octavio Valdez, Ramón Morales (28. Jaime Lozano) – Adolfo Bautista (60. Mario Méndez), Francisco Palencia Cheftrainer: Ricardo La Volpe ( Argentinien) | Jacinto Espinoza (48. Damián Lanza) – Ulises de la Cruz, Iván Hurtado, Giovanny Espinoza, Neicer Reasco – Luis Fernando Saritama, Marlon Ayoví, Álex Aguinaga (64. Gustavo Figueroa), Cléber Chalá (48. Franklin Salas) – Leonardo Soledispa, Agustín Delgado Cheftrainer: Hernán Darío Gómez ( Kolumbien) | Ecuador |
| Mexiko                                                    | 1:0 Héctor Altamirano (26., Elfm.) 2:0 Adolfo Bautista (42.) | 2:1 Agustín Delgado (71.) | Ecuador |
| Mexiko                                                    | Adolfo Bautista (42.), Jaime Lozano (64.) | Leonardo Soledispa (83.) | Ecuador |
| 13. Juli 2004 um 17:30 Uhr in Piura (Estadio Miguel Grau) | | |         |
| Zuschauer: 22.000                                         | | |         |
| Schiedsrichter: Eduardo Lecca ( Peru)                     | | |         |

### Argentinien – Uruguay 4:2 (2:2)
| Argentinien                                               | Argentinien | Uruguay | Uruguay |
| --------------------------------------------------------- | --- | --- | ------- |
| Argentinien                                               | \| 13. Juli 2004 um 19:45 Uhr in Piura (Estadio Miguel Grau) \| \| Zuschauer: 24.000 \| \| Schiedsrichter: Rubén Selman ( Chile) \| | \| 13. Juli 2004 um 19:45 Uhr in Piura (Estadio Miguel Grau) \| \| Zuschauer: 24.000 \| \| Schiedsrichter: Rubén Selman ( Chile) \| | Uruguay |
| Argentinien                                               | Roberto Abbondanzieri – Javier Zanetti, Roberto Ayala , Gabriel Heinze, Clemente Rodríguez (46. Mariano González) – Javier Mascherano – Lucho González, Andrés D’Alessandro, Kily González (78. Javier Saviola) – Luciano Figueroa, César Delgado (76. Carlos Tévez) Cheftrainer: Marcelo Bielsa | Luis Barbat – Joe Bizera, Darío Rodríguez, Alejandro Lago , Carlos Diogo – Fabián Estoyanoff (42. Guillermo Rodríguez), Marcelo Sosa (84. Carlos Bueno), Diego Pérez, Vicente Sánchez (71. Cristian Rodríguez) – Javier Delgado – Diego Forlán Cheftrainer: Jorge Fossati | Uruguay |
| Argentinien                                               | 1:1 Kily González (18., Elfm.) 2:1 Luciano Figueroa (20.) 3:2 Roberto Ayala (84.) 4:2 Luciano Figueroa (88.) | 0:1 Fabián Estoyanoff (7.) 2:2 Vicente Sánchez (38.) | Uruguay |
| Argentinien                                               | Javier Mascherano (65.), Roberto Ayala (74.) | Joe Bizera (5.), Marcelo Sosa (19.), Carlos Diogo (29.) | Uruguay |
| Argentinien                                               | Joe Bizera (35.) | | Uruguay |
| 13. Juli 2004 um 19:45 Uhr in Piura (Estadio Miguel Grau) | | |         |
| Zuschauer: 24.000                                         | | |         |
| Schiedsrichter: Rubén Selman ( Chile)                     | | |         |

## Gruppe C
| Pl. | Land       | Sp. | S | U | N | Tore    | Diff. | Punkte |
| --- | ---------- | --- | - | - | - | ------- | ----- | ------ |
| 1.  | Paraguay   | 3   | 2 | 1 | 0 | 004:200 | +2    | 07     |
| 2.  | Brasilien  | 3   | 2 | 0 | 1 | 006:300 | +3    | 06     |
| 3.  | Costa Rica | 3   | 1 | 0 | 2 | 003:600 | −3    | 03     |
| 4.  | Chile      | 3   | 0 | 1 | 2 | 002:400 | −2    | 01     |

### Paraguay – Costa Rica 1:0 (0:0)
| Paraguay                                                              | Paraguay | Costa Rica | Costa Rica |
| --------------------------------------------------------------------- | --- | --- | ---------- |
| Paraguay                                                              | \| 8. Juli 2004 um 17:30 Uhr in Arequipa (Estadio Monumental de la UNSA) \| \| Zuschauer: 30.000 \| \| Schiedsrichter: Óscar Ruiz ( Kolumbien) \| | \| 8. Juli 2004 um 17:30 Uhr in Arequipa (Estadio Monumental de la UNSA) \| \| Zuschauer: 30.000 \| \| Schiedsrichter: Óscar Ruiz ( Kolumbien) \| | Costa Rica |
| Paraguay                                                              | Diego Baretto – Emilio Martínez, Carlos Gamarra , José Devaca (62. Pedro Benítez), Ernesto Cristaldo – Jorge Britez (46. Julio dos Santos), Edgar Baretto, Diego Figueredo (62. Freddy Barreiro), Carlos Paredes – Aureliano Torres, Nelson Valdez Cheftrainer: Carlos Jara Saguier | Ricardo González – Luis Marín , Leonardo González, Trey Bennett, Mauricio Wright – Walter Centeno (79. Carlos Hernández Valverde), Cristian Badilla, Steven Bryce, Douglas Sequeira – Rónald Gómez (60. Alonso Solís), Andy Herron (60. Álvaro Saborío) Cheftrainer: Jorge Pinto ( Kolumbien) | Costa Rica |
| Paraguay                                                              | 1:0 Julio dos Santos (85., Elfm.) | | Costa Rica |
| Paraguay                                                              | Carlos Paredes (42.) | Mauricio Wright (30.) | Costa Rica |
| 8. Juli 2004 um 17:30 Uhr in Arequipa (Estadio Monumental de la UNSA) | | |            |
| Zuschauer: 30.000                                                     | | |            |
| Schiedsrichter: Óscar Ruiz ( Kolumbien)                               | | |            |

### Brasilien – Chile 1:0 (0:0)
| Brasilien                                                             | Brasilien | Chile | Chile |
| --------------------------------------------------------------------- | --- | --- | ----- |
| Brasilien                                                             | \| 8. Juli 2004 um 19:45 Uhr in Arequipa (Estadio Monumental de la UNSA) \| \| Zuschauer: 35.000 \| \| Schiedsrichter: Marco Antonio Rodríguez ( Mexiko) \|                                         | \| 8. Juli 2004 um 19:45 Uhr in Arequipa (Estadio Monumental de la UNSA) \| \| Zuschauer: 35.000 \| \| Schiedsrichter: Marco Antonio Rodríguez ( Mexiko) \| | Chile |
| Brasilien                                                             | Júlio César – Mancini (80. Maicon), Luisão, Juan, Gustavo Nery – Renato – Edu, Dudu Cearense (63. Diego) – Alex – Adriano (58. Ricardo Oliveira), Luís Fabiano Cheftrainer: Carlos Alberto Parreira | Alex Vargas – Luis Fuentes, Rodrigo Pérez, Rafael Olarra, Clarence Acuña – Rodrigo Valencuela, Moisés Villarroel, Jonathan Cisternas (46. Luis Jiménez), Milován Mirošević (85. Patricio Galaz) – Rodrigo Meléndez, Sebastián González (66. Héctor Mancilla) Cheftrainer: Juvenal Olmos | Chile |
| Brasilien                                                             | 1:0 Luís Fabiano (89.) | | Chile |
| Brasilien                                                             | Juan (22.), Júlio César (49.), Mancini (65.), Diego (86.), Edu (88.) | Moisés Villarroel (17.), Jonathan Cisternas (38.), Luis Fuentes (65.), Rodrigo Meléndez (82.) | Chile |
| Brasilien                                                             | Sebastián González vergibt Elfmeter (24.) | | Chile |
| 8. Juli 2004 um 19:45 Uhr in Arequipa (Estadio Monumental de la UNSA) | | |       |
| Zuschauer: 35.000                                                     | | |       |
| Schiedsrichter: Marco Antonio Rodríguez ( Mexiko)                     | | |       |

### Brasilien – Costa Rica 4:1 (1:0)
| Brasilien                                                              | Brasilien | Costa Rica | Costa Rica |
| ---------------------------------------------------------------------- | --- | --- | ---------- |
| Brasilien                                                              | \| 11. Juli 2004 um 15:00 Uhr in Arequipa (Estadio Monumental de la UNSA) \| \| Zuschauer: 12.000 \| \| Schiedsrichter: Héctor Baldassi ( Argentinien) \|                                         | \| 11. Juli 2004 um 15:00 Uhr in Arequipa (Estadio Monumental de la UNSA) \| \| Zuschauer: 12.000 \| \| Schiedsrichter: Héctor Baldassi ( Argentinien) \| | Costa Rica |
| Brasilien                                                              | Júlio César – Mancini, Luisão, Juan, Gustavo Nery – Renato – Edu (66. Dudu Cearense), Kléberson (58. Diego) – Alex – Adriano, Luís Fabiano (58. Vágner Love) Cheftrainer: Carlos Alberto Parreira | Ricardo González – Luis Marín , Leonardo González, Trey Bennett, Mauricio Wright – Alonso Solís (76. Carlos Hernández Valverde), Walter Centeno, Cristian Badilla (59. Rónald Gómez), Steven Bryce – Douglas Sequeira, Álvaro Saborío (72. Andy Herron) Cheftrainer: Jorge Pinto ( Kolumbien) | Costa Rica |
| Brasilien                                                              | 1:0 Adriano (45.) 2:0 Juan (49.) 3:0 Adriano (54.) 4:0 Adriano (68.) | 4:1 Luis Marín (81.) | Costa Rica |
| Brasilien                                                              | Dudu Cearense (73.) | | Costa Rica |
| 11. Juli 2004 um 15:00 Uhr in Arequipa (Estadio Monumental de la UNSA) | | |            |
| Zuschauer: 12.000                                                      | | |            |
| Schiedsrichter: Héctor Baldassi ( Argentinien)                         | | |            |

### Paraguay – Chile 1:1 (0:0)
| Paraguay                                                               | Paraguay | Chile | Chile |
| ---------------------------------------------------------------------- | --- | --- | ----- |
| Paraguay                                                               | \| 11. Juli 2004 um 17:15 Uhr in Arequipa (Estadio Monumental de la UNSA) \| \| Zuschauer: 15.000 \| \| Schiedsrichter: Gustavo Méndez ( Uruguay) \| | \| 11. Juli 2004 um 17:15 Uhr in Arequipa (Estadio Monumental de la UNSA) \| \| Zuschauer: 15.000 \| \| Schiedsrichter: Gustavo Méndez ( Uruguay) \| | Chile |
| Paraguay                                                               | Justo Villar – Carlos Gamarra , Ernesto Cristaldo, Pedro Benítez, Derlis González – Edgar Baretto, Diego Figueredo (62. Dante López), Carlos Paredes, Aureliano Torres – Freddy Barreiro (80. Emilio Martínez), Nelson Valdez (65. Julio dos Santos) Cheftrainer: Carlos Jara Saguier | Claudio Bravo – Luis Fuentes, Rodrigo Pérez (46. Mauricio Aros), Ismael Fuentes, Rafael Olarra, – Clarence Acuña (63. Rodrigo Millar), Rodrigo Valencuela, Milován Mirošević, Rodrigo Meléndez – Sebastián González, Patricio Galaz (46. Héctor Mancilla) Cheftrainer: Juvenal Olmos | Chile |
| Paraguay                                                               | 1:1 Ernesto Cristaldo (77.) | 0:1 Sebastián González (71.) | Chile |
| Paraguay                                                               | Nelson Valdez (63.) | Ismael Fuentes (57.) | Chile |
| 11. Juli 2004 um 17:15 Uhr in Arequipa (Estadio Monumental de la UNSA) | | |       |
| Zuschauer: 15.000                                                      | | |       |
| Schiedsrichter: Gustavo Méndez ( Uruguay)                              | | |       |

### Costa Rica – Chile 2:1 (0:1)
| Costa Rica                                                  | Costa Rica | Chile | Chile |
| ----------------------------------------------------------- | --- | --- | ----- |
| Costa Rica                                                  | \| 14. Juli 2004 um 17:30 Uhr in Tacna (Estadio Jorge Basadre) \| \| Zuschauer: 20.000 \| \| Schiedsrichter: René Ortubé ( Bolivien) \| | \| 14. Juli 2004 um 17:30 Uhr in Tacna (Estadio Jorge Basadre) \| \| Zuschauer: 20.000 \| \| Schiedsrichter: René Ortubé ( Bolivien) \| | Chile |
| Costa Rica                                                  | Ricardo González – Luis Marín , Alexander Castro, Leonardo González (46. Júnior Díaz), Mauricio Wright – Alonso Solís, Walter Centeno, Cristian Badilla (46. Whayne Wilson), Steven Bryce (75. Álvaro Saborío) – Douglas Sequeira, Andy Herron Cheftrainer: Jorge Pinto ( Kolumbien) | Alex Varas – Luis Fuentes, Rodrigo Pérez (71. Mauricio Aros), Ismael Fuentes, Rafael Olarra – Clarence Acuña (46. Rodrigo Meléndez), Rodrigo Valencuela, Rodrigo Millar, (70. Milován Mirošević), Luis Jiménez – Sebastián González, Héctor Mancilla Cheftrainer: Juvenal Olmos | Chile |
| Costa Rica                                                  | 1:1 Mauricio Wright (59.) 2:1 Andy Herron (89.) | 0:1 Rafael Olarra (40.) | Chile |
| Costa Rica                                                  | Alonso Solís (51.), Cristian Badilla (36.), Leonardo González (38.), Júnior Díaz (80.) | Héctor Mancilla (45.), Luis Jiménez (86.), Rodrigo Meléndez (89.), | Chile |
| 14. Juli 2004 um 17:30 Uhr in Tacna (Estadio Jorge Basadre) | | |       |
| Zuschauer: 20.000                                           | | |       |
| Schiedsrichter: René Ortubé ( Bolivien)                     | | |       |

### Brasilien – Paraguay 1:2 (1:1)
| Brasilien                                                              | Brasilien | Paraguay | Paraguay |
| ---------------------------------------------------------------------- | --- | --- | -------- |
| Brasilien                                                              | \| 14. Juli 2004 um 19:45 Uhr in Arequipa (Estadio Monumental de la UNSA) \| \| Zuschauer: 8.000 \| \| Schiedsrichter: Gilberto Hidalgo ( Peru) \|                                                       | \| 14. Juli 2004 um 19:45 Uhr in Arequipa (Estadio Monumental de la UNSA) \| \| Zuschauer: 8.000 \| \| Schiedsrichter: Gilberto Hidalgo ( Peru) \| | Paraguay |
| Brasilien                                                              | Júlio César – Maicon, Luisão , Cris, Gustavo Nery – Renato – Edu (65. Dudu Cearense), Kléberson (75. Ricardo Oliveira) – Felipe (65. Diego) – Adriano, Luís Fabiano Cheftrainer: Carlos Alberto Parreira | Diego Baretto – Emilio Martínez, Julio Manzur, Carlos Gamarra , Pedro Benítez – Celso Esquivel, Edgar Baretto, Carlos Paredes, Julio dos Santos (68. Favio Escobar) – Freddy Barreiro (75. Derlis González), Julio González (63. Diego Figueredo) Cheftrainer: Carlos Jara Saguier | Paraguay |
| Brasilien                                                              | 1:1 Luís Fabiano (35.) | 0:1 Julio González (29.) 1:2 Freddy Barreiro (71.) | Paraguay |
| Brasilien                                                              | Luisão (16.) | Freddy Barreiro (39.), Julio González (62.) | Paraguay |
| Brasilien                                                              | Emilio Martínez (73.) | | Paraguay |
| 14. Juli 2004 um 19:45 Uhr in Arequipa (Estadio Monumental de la UNSA) | | |          |
| Zuschauer: 8.000                                                       | | |          |
| Schiedsrichter: Gilberto Hidalgo ( Peru)                               | | |          |

## Finalrunde

### Viertelfinale

#### Peru – Argentinien 0:1 (0:0)
| Peru                                                           | Peru | Argentinien | Argentinien |
| -------------------------------------------------------------- | --- | --- | ----------- |
| Peru                                                           | \| 17. Juli 2004 um 17:00 Uhr in Chiclayo (Estadio Elías Aguirre) \| \| Zuschauer: 25.000 \| \| Schiedsrichter: Carlos Amarilla ( Paraguay) \| | \| 17. Juli 2004 um 17:00 Uhr in Chiclayo (Estadio Elías Aguirre) \| \| Zuschauer: 25.000 \| \| Schiedsrichter: Carlos Amarilla ( Paraguay) \| | Argentinien |
| Peru                                                           | Oscar Ibáñez – Santiago Acasiete, Walter Vílchez (86. Juan La Rosa), Guillermo Salas, Miguel Ribosio – Jorge Soto, Nolberto Solano , Juan Jayo (85. Aldo Olcese), Roberto Palacios – Carlos Zegarra (66. Pedro Carcía), Andres Mendoza Cheftrainer: Paulo Autuori ( Brasilien) | Roberto Abbondanzieri – Javier Zanetti, Roberto Ayala , Fabricio Coloccini, Gabriel Heinze – Lucho González, Andrés D’Alessandro (57. Carlos Tévez), Kily González, Juan Pablo Sorín – Luciano Figueroa (83. Facundo Quiroga), César Delgado (72. Mauro Rosales) Cheftrainer: Marcelo Bielsa | Argentinien |
| Peru                                                           | 0:1 Carlos Tévez (60.) | | Argentinien |
| Peru                                                           | Carlos Zegarra (25.), Juan Jayo (28.), Nolberto Solano (89.) | Roberto Ayala (26.) | Argentinien |
| Peru                                                           | Roberto Ayala (81.) | | Argentinien |
| 17. Juli 2004 um 17:00 Uhr in Chiclayo (Estadio Elías Aguirre) | | |             |
| Zuschauer: 25.000                                              | | |             |
| Schiedsrichter: Carlos Amarilla ( Paraguay)                    | | |             |

#### Kolumbien – Costa Rica 2:0 (2:0)
| Kolumbien                                                 | Kolumbien | Costa Rica | Costa Rica |
| --------------------------------------------------------- | --- | --- | ---------- |
| Kolumbien                                                 | \| 17. Juli 2004 um 19:45 Uhr in Trujillo (Estadio Mansiche) \| \| Zuschauer: 18.000 \| \| Schiedsrichter: Gustavo Méndez ( Uruguay) \| | \| 17. Juli 2004 um 19:45 Uhr in Trujillo (Estadio Mansiche) \| \| Zuschauer: 18.000 \| \| Schiedsrichter: Gustavo Méndez ( Uruguay) \| | Costa Rica |
| Kolumbien                                                 | Juan Henao – Andrés González, Andrés Orozco, Hayder Palacio, Oscar Diaz – Jairo Patiño (82. Jhon Viáfara), Abel Aguilar, Gustavo Victoria, Malher Moreno – Sergio Herrera (72. Edixon Perea), Elkin Murillo (86. David Ferreira) Cheftrainer: Reinaldo Rueda | Ricardo González – Luis Marín , Alexander Castro, Leonardo González, Mauricio Wright – Alonso Solís, Carlos Hernández Valverde (55. Rónald Gómez), Cristian Badilla, Steven Bryce (46. Walter Centeno) – Douglas Sequeira, Andy Herron (60. Álvaro Saborío) Cheftrainer: Jorge Pinto | Costa Rica |
| Kolumbien                                                 | 1:0 Abel Aguilar (41.) 2:0 Malher Moreno (44., Elfm.) | | Costa Rica |
| 17. Juli 2004 um 19:45 Uhr in Trujillo (Estadio Mansiche) | | |            |
| Zuschauer: 18.000                                         | | |            |
| Schiedsrichter: Gustavo Méndez ( Uruguay)                 | | |            |

#### Paraguay – Uruguay 1:3 (1:1)
| Paraguay                                                    | Paraguay | Uruguay | Uruguay |
| ----------------------------------------------------------- | --- | --- | ------- |
| Paraguay                                                    | \| 18. Juli 2004 um 15:00 Uhr in Tacna (Estadio Jorge Basadre) \| \| Zuschauer: 25.000 \| \| Schiedsrichter: Héctor Baldassi ( Argentinien) \| | \| 18. Juli 2004 um 15:00 Uhr in Tacna (Estadio Jorge Basadre) \| \| Zuschauer: 25.000 \| \| Schiedsrichter: Héctor Baldassi ( Argentinien) \| | Uruguay |
| Paraguay                                                    | Justo Villar – Julio Manzur, Carlos Gamarra , Ernesto Cristaldo (60. Diego Figueredo), Pedro Benítez – Derlis González (72. David Villalba), Edgar Baretto (67. Julio dos Santos), Carlos Paredes, Aureliano Torres – Freddy Barreiro, Nelson Valdez Cheftrainer: Carlos Jara Saguier | Sebastián Viera – Alejandro Lago, Paolo Montero , Darío Rodríguez – Gustavo Varela, Marcelo Sosa, Javier Delgado, Cristian Rodríguez (85. Vicente Sánchez) – Diego Forlán (68. Diego Pérez) – Darío Silva, Carlos Bueno (74. Guillermo Rodríguez) Cheftrainer: Jorge Fossati | Uruguay |
| Paraguay                                                    | 1:0 Carlos Gamarra (15.) | 1:1 Carlos Bueno (40., Elfm.) 1:2 Darío Silva (65.) 1:3 Darío Silva (85.) | Uruguay |
| Paraguay                                                    | Ernesto Cristaldo (36.), Edgar Baretto (44.) | Alejandro Lago (15.), Javier Delgado (24.), Darío Silva (29.), Gustavo Varela (53.) | Uruguay |
| Paraguay                                                    | Gustavo Varela (64.) | | Uruguay |
| 18. Juli 2004 um 15:00 Uhr in Tacna (Estadio Jorge Basadre) | | |         |
| Zuschauer: 25.000                                           | | |         |
| Schiedsrichter: Héctor Baldassi ( Argentinien)              | | |         |

#### Mexiko – Brasilien 0:4 (0:1)
| Mexiko                                                    | Mexiko | Brasilien | Brasilien |
| --------------------------------------------------------- | --- | --- | --------- |
| Mexiko                                                    | \| 18. Juli 2004 um 19:45 Uhr in Piura (Estadio Miguel Grau) \| \| Zuschauer: 22.000 \| \| Schiedsrichter: Óscar Ruiz ( Kolumbien) \| | \| 18. Juli 2004 um 19:45 Uhr in Piura (Estadio Miguel Grau) \| \| Zuschauer: 22.000 \| \| Schiedsrichter: Óscar Ruiz ( Kolumbien) \|                                  | Brasilien |
| Mexiko                                                    | Oswaldo Sánchez – Omar Briceño, Rafael Márquez , Duilio Davino, Salvador Carmona – Ricardo Osorio (32. Héctor Altamirano), Gerardo Torrado (60. Jared Borgetti), Octavio Valdez, Pável Pardo – Jesús Arellano (75. Daniel Osorno), Adolfo Bautista Herrera Cheftrainer: Ricardo La Volpe ( Argentinien) | Júlio César – Mancini, Luisão, Juan, Gustavo Nery – Renato – Edu, Kléberson – Alex – Adriano, Luís Fabiano (75. Ricardo Oliveira) Cheftrainer: Carlos Alberto Parreira | Brasilien |
| Mexiko                                                    | 0:1 Alex (27., Elfm.) 0:2 Adriano (65.) 0:3 Adriano (78.) 0:4 Ricardo Oliveira (87.) | | Brasilien |
| Mexiko                                                    | Duilio Davino (27.), Rafael Márquez (85.) | Kléberson (28.), Edu (79.) | Brasilien |
| 18. Juli 2004 um 19:45 Uhr in Piura (Estadio Miguel Grau) | | |           |
| Zuschauer: 22.000                                         | | |           |
| Schiedsrichter: Óscar Ruiz ( Kolumbien)                   | | |           |

### Halbfinale

#### Argentinien – Kolumbien 3:0 (1:0)
| Argentinien                                           | Argentinien | Kolumbien | Kolumbien |
| ----------------------------------------------------- | --- | --- | --------- |
| Argentinien                                           | \| 20. Juli 2004 um 19:45 Uhr in Lima (Estadio Nacional) \| \| Zuschauer: 22.000 \| \| Schiedsrichter: Gilberto Hidalgo ( Peru) \| | \| 20. Juli 2004 um 19:45 Uhr in Lima (Estadio Nacional) \| \| Zuschauer: 22.000 \| \| Schiedsrichter: Gilberto Hidalgo ( Peru) \| | Kolumbien |
| Argentinien                                           | Roberto Abbondanzieri – Javier Zanetti , Fabricio Coloccini, Gabriel Heinze, Juan Pablo Sorín – Javier Mascherano – Lucho González, Kily González (85. Diego Placente), Luciano Figueroa (64. Facundo Quiroga) – Carlos Tévez, César Delgado (61. Mauro Rosales) Cheftrainer: Marcelo Bielsa | Juan Henao – Andrés González, Andrés Orozco, Oscar Diaz, Jairo Patiño – Abel Aguilar, Gustavo Victoria (57. Jhon Viáfara), Gonzalo Martínez, Malher Moreno (73. David Ferreira) – Elkin Murillo (61. Edixon Perea), Edwin Congo Cheftrainer: Reinaldo Rueda | Kolumbien |
| Argentinien                                           | 1:0 Carlos Tévez (32.) 2:0 Lucho González (51.) 3:0 Juan Pablo Sorín (80.) | | Kolumbien |
| Argentinien                                           | Fabricio Coloccini (55.), Luciano Figueroa (59.), Kily González (66.) | Abel Aguilar (32.), Andrés Orozco (57.), Gonzalo Martínez (85.) | Kolumbien |
| 20. Juli 2004 um 19:45 Uhr in Lima (Estadio Nacional) | | |           |
| Zuschauer: 22.000                                     | | |           |
| Schiedsrichter: Gilberto Hidalgo ( Peru)              | | |           |

#### Uruguay – Brasilien 1:1 (1:0), 3:5 i.E.
| Uruguay                                               | Uruguay | Brasilien | Brasilien |
| ----------------------------------------------------- | --- | --- | --------- |
| Uruguay                                               | \| 21. Juli 2004 um 19:45 Uhr in Lima (Estadio Nacional) \| \| Zuschauer: 15.000 \| \| Schiedsrichter: Marco Antonio Rodríguez ( Mexiko) \| | \| 21. Juli 2004 um 19:45 Uhr in Lima (Estadio Nacional) \| \| Zuschauer: 15.000 \| \| Schiedsrichter: Marco Antonio Rodríguez ( Mexiko) \|                                     | Brasilien |
| Uruguay                                               | Sebastián Viera – Joe Bizera, Paolo Montero , Darío Rodríguez, Carlos Diogo – Marcelo Sosa, Diego Pérez (80. Omar Pouso), Javier Delgado, Cristian Rodríguez (69. Vicente Sánchez) – Darío Silva, Carlos Bueno (61. Diego Forlán) Cheftrainer: Jorge Fossati | Júlio César – Maicon, Luisão, Juan, Gustavo Nery – Renato – Edu (75. Júlio Baptista), Kléberson (75. Diego) – Alex – Adriano, Luís Fabiano Cheftrainer: Carlos Alberto Parreira | Brasilien |
| Uruguay                                               | 1:0 Marcelo Sosa (22.) | 1:1 Adriano (46.) | Brasilien |
| Uruguay                                               | Elfmeterschießen | | Brasilien |
| Uruguay                                               | 1:1 Darío Silva 2:2 Sebastián Viera 3:3 Omar Pouso Vicente Sánchez (Júlio César gehalten) | 0:1 Luisão 1:2 Luís Fabiano 2:3 Adriano 3:4 Renato 3:5 Alex | Brasilien |
| Uruguay                                               | Javier Delgado (82.) | Júlio Baptista (80.) | Brasilien |
| 21. Juli 2004 um 19:45 Uhr in Lima (Estadio Nacional) | | |           |
| Zuschauer: 15.000                                     | | |           |
| Schiedsrichter: Marco Antonio Rodríguez ( Mexiko)     | | |           |

### Spiel um Platz 3

#### Kolumbien – Uruguay 1:2 (0:1)
| Kolumbien                                                          | Kolumbien | Uruguay | Uruguay |
| ------------------------------------------------------------------ | --- | --- | ------- |
| Kolumbien                                                          | \| 24. Juli 2004 um 19:45 Uhr in Cusco (Estadio Garcilaso de la Vega) \| \| Zuschauer: 35.000 \| \| Schiedsrichter: René Ortubé ( Bolivien) \| | \| 24. Juli 2004 um 19:45 Uhr in Cusco (Estadio Garcilaso de la Vega) \| \| Zuschauer: 35.000 \| \| Schiedsrichter: René Ortubé ( Bolivien) \| | Uruguay |
| Kolumbien                                                          | Juan Henao – Gonzalo Martínez, Andrés González, Andrés Orozco, David Farreira (61. Edixon Perea) – Jhon Viáfara, Jairo Patiño (78. Jaime Castrillón), Abel Aguilar, Gustavo Victoria – Sergio Herrera, Elkin Murillo (46. Neider Morantes) Cheftrainer: Reinaldo Rueda | Luis Barbat – Joe Bizera , Alejandro Lago, Guillermo Rodríguez, Carlos Diogo – Fabián Estoyanoff (59. Marcelo Sosa), Omar Pouso, Martín Parodi (77. Diego Forlán), Jorge Andrés Martínez (77. Gustavo Varela) – Richard Morales, Vicente Sánchez Cheftrainer: Jorge Fossati | Uruguay |
| Kolumbien                                                          | 1:1 Sergio Herrera (71., Elfm.) | 0:1 Fabián Estoyanoff (3.) 1:2 Vicente Sánchez (82.) | Uruguay |
| Kolumbien                                                          | Sergio Herrera (22.), Andrés Orozco (40.), Andrés González (67.) | Fabián Estoyanoff (4.), Carlos Diogo (61.), Marcelo Sosa (72.) | Uruguay |
| 24. Juli 2004 um 19:45 Uhr in Cusco (Estadio Garcilaso de la Vega) | | |         |
| Zuschauer: 35.000                                                  | | |         |
| Schiedsrichter: René Ortubé ( Bolivien)                            | | |         |

### Finale

#### Argentinien – Brasilien 2:2 (1:1), 2:4 i.E.
| Argentinien                                           | Argentinien | Brasilien | Brasilien |
| ----------------------------------------------------- | --- | --- | --------- |
| Argentinien                                           | \| 25. Juli 2004 um 15:00 Uhr in Lima (Estadio Nacional) \| \| Zuschauer: 43.000 \| \| Schiedsrichter: Carlos Amarilla ( Paraguay) \| | \| 25. Juli 2004 um 15:00 Uhr in Lima (Estadio Nacional) \| \| Zuschauer: 43.000 \| \| Schiedsrichter: Carlos Amarilla ( Paraguay) \|                                              | Brasilien |
| Argentinien                                           | Roberto Abbondanzieri – Javier Zanetti, Roberto Ayala , Fabricio Coloccini, Gabriel Heinze – Javier Mascherano – Lucho González (75. Andrés D’Alessandro), Kily González, Juan Pablo Sorín – Carlos Tévez (92. Facundo Quiroga), Mauro Rosales (64. César Delgado) Cheftrainer: Marcelo Bielsa | Júlio César – Maicon, Luisão (81. Cris), Juan, Gustavo Nery – Renato – Edu, Kléberson (54. Diego) – Alex (63. Felipe) – Adriano, Luís Fabiano Cheftrainer: Carlos Alberto Parreira | Brasilien |
| Argentinien                                           | 1:0 Kily González (21., Elfm.) 2:1 César Delgado (87.) | 1:1 Luisão (45.) 2:2 Adriano (90.+3') | Brasilien |
| Argentinien                                           | Elfmeterschießen | | Brasilien |
| Argentinien                                           | Andrés D’Alessandro (Júlio César gehalten) Gabriel Heinze 1:2 Kily González 2:3 Juan Pablo Sorín | 0:1 Adriano 0:2 Edu 1:3 Diego 2:4 Juan | Brasilien |
| Argentinien                                           | Juan Pablo Sorín (25.), Javier Mascherano (72.), César Delgado (87.) | Edu (37.), Luisão (58.), Adriano (90.+?') | Brasilien |
| 25. Juli 2004 um 15:00 Uhr in Lima (Estadio Nacional) | | |           |
| Zuschauer: 43.000                                     | | |           |
| Schiedsrichter: Carlos Amarilla ( Paraguay)           | | |           |